# كلوستون
كلوستون (بالإنجليزية: Clewiston)‏ هي مدينة أمريكية تقع في ولاية فلوريدا. تبلغ مساحة هذه المدينة 12.2 (كم²)،ويبلغ عدد سكانها 6460 نسمة حسب إحصاء سنة 2010 م 6460.تشير إحصاءات سنة 2000م بأن الكثافة السكانية في هذه المدينة تقدر بـ(529.5) نسمة/كم2 

## أعلام
- ريغي فريمان
- راندي ديكسون
- ألفونسو مارشال
- ستيفن برادفورد
- تيتوس ديكسون